# Artritis idiopàtica juvenil
L'artritis idiopàtica juvenil (AIJ o artritis crònica juvenil, abans anomenada artritis reumatoide juvenil) és una malaltia autoinflamatòria amb un ampli ventall de subtipus i que constitueix la forma més comuna de poliartritis persistent en els nens (juvenil, en aquest context, es refereix a una aparició abans dels 16 anys; idiopàtica és el terme indicatiu d'una condició sense causa definida, i l'artritis és la inflamació de la membrana sinovial de les articulacions). El fet de ser una patologia autoinflamatòria implica que en l'AIJ l'activació del sistema immunitari innat s'associa a una manca de síntesi d'autoanticossos. La malaltia de Still és un subtipus particular d'AIJ amb manifestacions sistèmiques inflamatòries, com ara febre i erupcions cutànies, una arquitectura genètica pròpia i una variant d'aparició tardana; en la qual s'aprecia un peculiar patró histològic a les lesions de la pell. La fase inicial de la malaltia de Still té un diagnòstic difícil si no són clars els signes d'artritis i pocs biomarcadors en sèrum/plasma tenen un valor predictiu vàlid en el seu estadi més precoç.

## Epidemiologia
L'AIJ s'inicia sovint entre el primer i el tercer any de vida i molt rarament abans dels 6 mesos d'edat, amb dos pics d'incidència etària: un cap als 3 anys i un altre entre els 8 i els 10, però amb notables diferències segons la zona geogràfica i el subtipus de la malaltia. És dues vegades més freqüent en nenes que en nens; excepte la forma sistèmica, que no té diferències de gènere en la seva aparició. Ha estat descrita a tots els continents i en una gran quantitat d'ètnies. La seva prevalença global és incerta, a causa de l'heterogeneïtat dels trastorns que inclou. A Europa, s'estima una incidència anyal aproximada de 33/100.000 nens. A Catalunya, un estudi de l'any 2010 va observar una prevalença de 39,7:100.000 i una incidència anual de 6,9/100.000.

## Classificació i trets característics
El terme AIJ, en rigor, engloba diferents patologies artrítiques aparegudes durant la infància i l'adolescència primerenca, predominantment de tipus periféric i que poden ser transitòries i autolimitades o cròniques. Aquestes artritis tenen determinats trets clínics, demogràfics, pronòstics i terapèutics que les diferencien de les artritis comunament observades en adults (entre elles l'artritis reumatoide, l'artritis per dipòsit de cristalls o l'artritis reactiva) i d'altres tipus d'artritis cròniques que poden presentar-se en la infància (per exemple, l'artritis psoriàsica i l'espondilitis anquilosant). L'any 1997, la Lliga Internacional d'Associacions de Reumatologia va establir uns criteris per classificar l'AIJ en grups i facilitar així el maneig dels pacients i la investigació de la malaltia. Avui dia, però, dita classificació es titllada de massa rígida per molts especialistes i es considera necessari fer una profunda revisió de la mateixa. Fonamentalment i d'acord amb la seva freqüència de presentació, destaquen cinc grups principals d'AIJs:
- AIJ oligoarticular: afectació de ≤ 4 articulacions durant els primers 6 mesos de la malaltia. És la AIJ més comuna i una de les principals causes de discapacitat en infants i adults joves.[16] Té un distintiu patró inflamatori[17] i, si no es tracta a temps, la seva forma persistent pot arribar a produir la destrucció bilateral del cap del fèmur.[18]
- AIJ poliarticular: afecta des de l'inici ≥ 5 articulacions i té dues variants d'importància clínica, amb positivitat al factor reumatoide i sense. És un fet insòlit, però possible, que la simptomatologia d'una fucosidosi (un tipus de malaltia per dipòsit lisosòmic)[19] mimetitzi la d'aquesta forma d'AIJ.[20]
- AIJ sistèmica: sinònim de la malaltia de Still d'aparició juvenil abans comentada.[21] Descrita per primera vegada l'any 1897, representa quasi una quarta part de tots els casos d'AIJ. Té un curs molt variable i el seu pronòstic és pitjor que el de la resta de formes clíniques de la malaltia.[22] En ella, no és rar el desenvolupament de serositis (inflamació de les membranes seroses) asèptiques en forma de pericarditis, peritonitis o pleuritis amb vessament pleural o no.[23] Han estat descrits casos d'hipertensió pulmonar, malaltia intersticial difusa del pulmó[24] i proteïnosi alveolar (acumulació de proteïnes als alvèols) en malalts amb AIJ sistèmica.[25] És força inusual que sigui diagnosticada en persones d'edat avançada amb un lupus eritematós sistèmic concomitant.[26] Pot cursar excepcionalment amb una pneumònia lipoidal,[27] una pancreatitis[28] o una descompensació hemodinàmica greu per tamponament cardíac consegüent a pericarditis serosa que obliga a disminuir el volum de líquid intrapericàrdic de forma ràpida.[29] Es creu que les histones extracel·lulars[30] alliberades pels neutròfils activats tenen una singular transcendència en la patogènesi d'aquesta AIJ.[31] S'ha creat un registre internacional amb un gran nombre de dades dels pacients amb malaltia de Still que inclou, per ara, les recollides en 113 centres clínics i d'investigació pertanyents a 23 països.[32]
- AIJ psoriàsica: habitualment apareix en nenes petites amb psoriasi o que presenten artritis, dactilitis (inflor dels dits), alteracions unguials o antecedents de psoriasi en un familiar de primer grau.[33]
- AIJ entesítica: es caracteritza per la presència d'entesitis i d'artritis asimètriques a les extremitats inferiors, en especial als genolls i als turmells, sovint acompanyada d'un significatiu augment dels monòcits intermedis en sang perifèrica i líquid sinovial.[34] Per molts especialistes aquest tipus d'AIJ representa la forma infantil de les espondiloartropaties dels adults, amb positivitat HLA-B27 en un 65-80% dels casos, uveïtis anterior aguda en un 10-27% d'ells i negativitat al FR; però sense afectació de l'esquelet axial durant els 6 primers mesos posteriors a l'aparició de la malaltia. Típicament es veu en nens majors de sis anys.[35]

Hi ha autors que creuen que les AIJs ANA-positives constitueixen una entitat homogènia i amb característiques pròpies, la qual hauria de ser considerada un grup classificatori més. A hores d'ara, es treballa per aconseguir una nova classificació consensuada internacionalment de l'AIJ, a partir de criteris actualitzats.
Se sap que l'activació dels macròfags M1 i M2 té un paper primordial en l'inici de la cascada patogenètica de l'AIJ i que determinades molècules, entre elles: TNF-α, IL-1, IL-8, IL6, IL-18 o MIF (factor inhibidor de la migració dels macròfags) estan implicades en el seu desenvolupament patofisiològic. Una de les possibles i més serioses complicacions de l'AIJ és la síndrome d'activació macrofàgica. Aquesta síndrome es presenta poques vegades, predominantment en l'AIJ sistèmica. Es caracteritza per la producció massiva de citocines proinflamatòries, entre elles la interleucina-6, derivada d'un augment incontrolat del nombre de macròfags i cursa amb pancitopènia (disminució simultània de la quantitat circulant de glòbuls blancs, glòbuls vermells i plaquetes), insuficiència hepàtica, coagulopatia i símptomes neurològics (confusió, convulsions, coma). En els nens afectes d'AIJ el seu inici pot suggerir una sèpsia o manifestar-se com un brot agut de la malaltia que segueix un patró febril inusual i refractari al tractament antitèrmic, amb pics diaris de fins a 39-40 °C que després descendeixen a valors normals o fins i tot per sota de la normalitat (34,5-35 °C).
S'ha observat que la presència d'anticossos antipèptids cíclics citrul·linats (una classe particular d'autoanticossos) en pacients que tenen AIJ poliarticular factor reumatoide positiva està relacionada amb un curs especialment agressiu de la malaltia i l'aparició precoç de lesions erosives articulars.
En algunes formes d'AIJ també apareixen manifestacions extraarticulars. La uveïtis anterior és una de les més importants i s'associa sovint, però no exclusivament, amb el tipus oligoarticular de la malaltia. Un ~30% dels malalts amb AIJ i anticossos antinuclears positius la presenta. S'ha observat que en els pacients afectats per uveïtis associada a l'AIJ la major part dels diversos autoanticossos sèrics units a antígens oculars està dirigida contra el teixit de l'iris. Encara que és més freqüent en noies, alguns estudis indiquen que el curs clínic d'aquesta uveïtis és pitjor en nois. La retirada del tractament té un cert risc de recurrència o d'aparició d'una nova uveïtis durant l'any posterior a dita suspensió, inclús després d'un període asimptomàtic llarg. Alguns pacients, però, presenten de forma inhabitual recaigudes als dos anys. Per això, una vegada interrompuda la teràpia immunosupressora, és recomanable que tots els malalts d'AIJ siguin controlats per l'oftalmòleg cada tres mesos durant, com a mínim, un any. Sobretot en els individus amb AIJ poliarticular es pot produir una pèrdua d'audició, moltes vegades subclínica, de tipus neurosensorial o mixt.
Els trastorns renals associats a la malaltia són infreqüents, tot i que s'ha descrit algun cas de síndrome nefròtica per glomerulonefritis mesangial de naturalesa prodròmica i d'hematúria i hipercalciúria com una forma de presentació excepcional de l'AIJ. Eventualment, la causa de la síndrome nefròtica és una amiloïdosi apareguda com a complicació poc usual d'una AIJ sistèmica en malalts amb una mutació determinada en el gen MEFV.
En casos de malaltia de Still d'aparició tardana es poden apreciar lesions cutànies atípiques, en forma de plaques i maculopàpules eritematoses, pruriginoses i persistents, que dificulten la correcta diagnosi del procés.
L'osteopènia i l'osteoporosi no són rares en els pacients amb AIJ, especialment en els que pateixen la forma sistèmica i la poliarticular. Això comporta un risc elevat de sofrir fractures per fragilitat. La patofisiologia de la pèrdua òssia secundària a les AIJs es multifactorial (efectes del tractament amb glucocorticoides, alliberament de determinades citocines proinflamatòries, immobilització), una circumstància que pot fer necessària l'adopció de diverses estratègies preventives i terapèutiques ajustades a cada cas en particular.
El dolor és el símptoma predominant en l'AIJ i té diferents patrons de presentació que varien segons l'edat d'inici de la malaltia, la duració de la mateixa i altres múltiples factors. Estudis en individus amb AIJ poliarticular posen de manifest que senten dolor quasi tots els dies i que un 31% d'ells el qualifiquen de molt intens. El nivell de dolor interfereix de forma important totes les activitats de la vida diària, inclús en grups de malalts sota un control farmacològic correcte de l'AIJ. A més, un nombre significatiu de nens amb el trastorn segueix presentant dolor fins l'adultesa. En els nens i adolescents afectats per la forma poliarticular s'aprecien signes d'un pitjor estat nutricional, segons l'avaluació de diversos paràmetres específics (pes, massa muscular, percentatge de teixit adipós, índex d'aigua corporal total), que en els que pateixen altres tipus d'AIJ.
El nombre d'alteracions del son entre els nens amb diagnòstic d'AIJ és significativament major que en els individus sense la malaltia pertanyents a la mateixa franja etària. A banda del dolor, existeix una complexa combinació de factors psicofisiològics i conductuals implicada en l'origen de dites alteracions, les quals poden provocar somnolència i problemes d'atenció durant el dia. D'igual manera, s'ha comprovat que el nivell d'activitat física que realitzen és menor que l'observat en els nens sans i per sota del recomanable durant aquesta etapa del desenvolupament, un fet que fa necessari el disseny de programes d'exercici ajustats a les seves capacitats, segurs i de fàcil implementació. Una correcta comprensió de les característiques paramètriques i la idoneïtat de cada exercici físic ajuda als pacients a entendre millor les seves limitacions físiques.
Se sap que la vitamina D està implicada en la patogènesi de les malalties reumàtiques autoimmunes i que baixes concentracions de calciferol en sang s'associen a un augment dels mediadors proinflamatòris i, conseqüentment, de l'activitat de dites malalties. En el cas de l'AIJ, s'ha observat un nivell subòptim d'aquesta vitamina en els nens afectats i l'existència d'un gradient nord-sud relacionat amb el grau d'activitat de la malaltia. És a dir, els nens que habiten latituds amb escassa radiació ultravioleta (necessària per la correcta síntesi de la vitamina) presenten manifestacions més actives que els nens que viuen a latituds més baixes i amb més radiació solar.
Fonamentant-se en les diferencies entre el perfil bacterià de la microbiota intestinal de nens amb AIJ i el de nens sans, diversos treballs immunològics suggereixen que determinades anomalies en la diversitat i composició microbiana de dita flora podrien ser un factor coadjuvant en la gènesi de la malaltia.

## Tractament
El tractament genèric es basa en una combinació d'AINEs, determinats fàrmacs amb activitat antireumàtica (metotrexat, etanercept, o anakinra -un antagonista dels receptors de la interleucina-1-, per exemple) i injeccions intraarticulars de glucocorticoides (IICs). Les IICs estan indicades en qualsevol subcategoria d'AIJ i particularment en la forma oligoarticular. Es recomanable la injecció guiada per ecografia i, en el cas de pacients menors de 12-13 anys o que requereixin IICs múltiples, seguir un protocol de sedació conscient o d'ús d'ansiolítics a dosis baixes. L'hexacetònid de triamcinolona és el glucocorticoide electiu per injectar articulacions grans, mentre que medicaments més solubles (betametasona o metilprednisolona) són una alternativa adequada a l'hora de efectuar IICs en articulacions petites o superficials, evitant així fenòmens d'atròfia subcutània o d'hipopigmentació. Alguns subtipus d'AIJ, com ara els que cursen amb alteracions oftalmològiques, requereixen teràpies especials.
S'ha observat que en casos de manca de resposta o tolerància al tractament habitual, el tocilizumab (un anticòs monoclonal anti-receptors de l'IL-6R) aconsegueix resultats favorables en un percentatge superior al 40%, tot i que en algun pacient ha induït un quadre d'encefalopatia posterior reversible amb persistència de la simptomatologia visual. En un nombre reduït de malalts, aquest medicament biològic ha aconseguit la remissió d'uveïtis recalcitrants d'inici precoç associades a l'AIJ. El canakinumab (Ilaris), un medicament d'acció farmacològica similar, té una eficàcia lleugerament menor en relació al tocilizumab segons els assajos clínics realitzats, encara que la seva taxa d'efectes secundaris no desitjats és inferior. A llarg termini i en pacients amb AIJ sistèmica activa, mostra una activitat satisfactòria als 5 anys de seguiment, fent possible la reducció o discontinuació de la teràpia glucocorticoidea en la majoria de casos i sense que l'ús concomitant de metotrexat comporti cap efecte beneficiós afegit.
Un altre anticòs monoclonal -en aquest cas contra el factor de necrosi tumoral alfa-, l'adalimumab, emprat conjuntament amb el metotrexat, ha demostrat ser d'utilitat davant la uveïtis associada a l'AIJ. En uveïtis greus refractàries als medicaments immunosupressors convencionals o a altres agents biofarmacològics (rituximab o abatacept, per exemple), el golimumab pot ser una bona alternativa terapèutica. Si bé el tractament amb immunomoduladors ha comportat una millora pronòstica en aquesta particular afecció, un percentatge significatiu de malalts continua presentant uveïtis activa quan arriba a l'edat adulta. A llarg termini, les seqüeles més freqüents d'aquest tipus d'uveïtis són les cataractes i el glaucoma uveïtic.
Ara per ara, els trastorns més comuns i perillosos relacionables amb el tractament continuat de l'AIJ amb antireumàtics biològics o sintètics són les infeccions. Per això, qualsevol nen sota tractament immunosupressor que presenti febre ha de ser rigorosament estudiat fins a determinar l'origen d'aquesta, sent recomanable mentrestant interrompre la medicació amb metotrexat o biofàrmacs. En aquests pacients s'ha d'evitar l'administració de vacunes d'agents vius atenuats. La resta de vacunes són segures, si bé es poden produir respostes subòptimes. És convenient que els malalts d'AIJ i els seus familiars es vacunin anualment contra la grip.
L'afectació de l'articulació temporomandibular (ATM) és comuna en l'AIJ, requerint en molts casos cirurgia oral o l'ús d'elements ortèsics. De vegades, és el primer o inclús l'únic signe de la malaltia. Els canvis lesius de l'ATM, que no milloren gaire amb el tractament farmacològic, són especialment intensos en els còndils mandibulars i -a més de problemes masticatoris- poden ser amb freqüència l'origen d'un patró de creixent facial anòmal i exacerbar molt els trastorns del son abans esmentats fins al punt de provocar una SAOS tributària d'intervenció quirúrgica maxil·lo-facial. La retrognàtia (manca de projecció de la mandíbula en sentit anteroposterior) i la rotació posterior mandibular són els trastorns facials secundaris més habituals en els nens quan l'ATM es danyada per aquesta artritis i no rep a temps les atencions que el cas requereix.
Ara per ara, molts nens sotmesos als tractaments adients al seu tipus d'AIJ aconsegueixen un estat inactiu de la patologia als dos anys del diagnòstic i en alguns és possible discontinuar la medicació. La probabilitat d'assolir la remissió completa als 5 anys postdiagnosi és del ~50%, excepte en el cas dels afectats per la forma poliarticular de l'AIJ. Els pacients que sofreixen la variant oligoarticular són els que tenen un nombre de remissions més alt. La major part dels malalts tenen un desenvolupament corporal similar al dels nens sense AIJ; un 10%, però, afectat pel tipus sistèmic, amb un pobre control de la malaltia i/o receptor d'una teràpia corticoesteroïdal de llarga durada, presenta problemes de creixement i obesitat. Endemés, l'obesitat en els nens amb AIJ influeix de forma negativa sobre l'evolució de la malaltia i la resposta al tractament prescrit. S'ha observat que entre els adults amb antecedents d'artritis juvenil el risc de patir una síndrome metabòlica és sis vegades superior al de la població general. A més, els adults amb AIJs actives de llarga durada presenten alteracions en determinades propietats arterials correlacionades amb els anys de tractament periòdic amb prednisolona i de resistència a la insulina.

## Darreres investigacions
Una estratègia terapèutica en desenvolupament, orientada a tractar els casos d'AIJ sistèmica que no responen als fàrmacs actuals, és l'ús alternatiu de cèl·lules multipotents mesenquimàtiques estromals. L'administració endovenosa de cèl·lules d'aquest tipus provinents de cordó umbilical té un efecte immunomodulador i ha estat assajada amb bons resultats i un nivell de tolerància correcte en artritis reumatoides actives. Les proves en petits grups de pacients amb AIJ han demostrat un descens en els valors dels marcadors inflamatoris, acompanyat d'un augment important del nombre de cèl·lules T supressores.
Els bons resultats dels assajos clínics amb tofacitinib (un inhibidor de la cinasa Janus administrat per via oral) en nens que sofreixen AIJ poliarticular han demostrat la seva eficàcia i seguretat i, a hores d'ara, el fàrmac ha obtingut l'autorització d'ús de la l'Agència Europea de Medicaments i la Administració d'Aliments i Fàrmacs per malalts refractaris al tractament convencional majors de dos anys.
L'impacte clínic que té la immunogènia provocada pels biofàrmacs (és a dir, la creació d'autoanticossos contra el medicament) en els nens amb AIJ és desconegut, però es creu que pot ser un factor rellevant en certs casos d'hipersensibilitat o de fracàs terapèutic.
Amb la finalitat d'evitar ingressos innecessaris i acurtar el temps d'estada hospitalària dels pacients amb AIJ, ha estat proposat un protocol clínic en forma de diagrama de flux que facilita la presa de decisions mèdiques i millora la qualitat de vida dels nens.
Emprant mètodes d'aprenentatge automàtic, en particular la factorització de matrius no negativa multicapa, un grup de recerca canadenc ha aconseguit reconèixer patrons d'afectació articular que permeten predir el comportament de la malaltia en individus amb AIJ. L'objectiu d'aquest treball es facilitar l'elecció del tractament personalitzat que més convé a cada malalt.